# Cataclysme shirniensis
Cataclysme shirniensis är en fjärilsart som beskrevs av Ebert 1965. Cataclysme shirniensis ingår i släktet Cataclysme och familjen mätare. Inga underarter finns listade i Catalogue of Life.